# 606.
◄ | 6. stoljeće | 7. stoljeće | 8. stoljeće | ►
◄ | 570-ih | 580-ih | 590-ih | 600-ih | 610-ih | 620-ih | 630-ih | ►
◄◄ | ◄ | 603. | 604. | 605. | 606. | 607. | 608. | 609. | ► | ►►
Astronomija • Književnost • Kršćanstvo • Pravo • Promet

## Smrti
- 22. veljače – Sabinijan, 65. papa

## Vanjske poveznice
|  | Zajednički poslužitelj ima još gradiva o temi 606. |